# De Poucques
De Poucques is een Belgisch adellijk huis.

## Geschiedenis
In 1727 werd de adellijke status bevestigd ten gunste van Guillaume de Poucques.

## Genealogie
- Louis de Poucques (1784-1843), x Virginie du Hattoy (1798-1844)
  - Leopold de Poucques (°1830), x Caroline Blavier (1831-1888)
    - Edmond de Poucques (zie hierna)

  - Alexandre de Poucques (1833-1897), x Thérèse Blavier (1829-1879)
    - Leopold de Poucques (zie hierna)

## Edmond de Poucques
- Joseph Léopold Amédée Edmond de Poucques (Florenville, 6 mei 1836 - Moyeuvre-Grande, 20 juni 1925, trouwde in 1883 met Mathilde Moisel (1862-1933). Hij werd in 1897 in de Belgische erfelijke adel erkend.
  - Fernand de Poucques (1886-1968) trouwde in 1886 met Margareta Choisel (1890-1957). Samen met zijn kinderen nam hij de Franse nationaliteit aan. Met afstammelingen tot heden.
  - Georges de Poucques (1901-1956) trouwde in Ars-sur-Moselle met Marie-Louise Henry (1903-2002). Hun zoon Bernard de Poucques (1930-2000) trouwde in 1956 met Andrée Kocian (1934- ) en had drie dochters. Ook deze tak bleef in de Franse Moezelstreek wonen en doofde uit in 2000.
  - Roger de Poucques (1903-1990) trouwde in Evergem in 1931 met Paula De Meyer (1909-1983) kwam zich in Gent vestigen, zoals ook zijn afstammelingen, tot heden.

## Léopold de Poucques
Alexandre Joseph Léopold de Poucques (Meix-devant-Virton, 6 juni 1862 - Brussel, 28 september 1950), trouwde in 1900 met Anna Moniz d'Aragao (1867-1929). In 1897 werd hij in de Belgische erfelijke adel erkend. Het echtpaar bleef kinderloos.